# 黃志偉
黃志偉（1970年11月20日—），台灣台北人。台灣知名的自由軟體開發人與提倡者。網路上經常使用的代號為cwhuang或阿偉。

## 簡歷
畢業於國立臺灣大學物理學系（1993年），並於臺大電機研究所取得碩士學位（2000年）。曾任頂高國際研發協理、呈祺資訊技術長、東訊專案副理、華碩電腦核心技術中心資深研究員、宏達國際電子副理。現任華碩電腦技術經理。中華民國軟體自由協會創始會員，曾任第一、二屆理事。

## 自由軟體開發經驗
黃志偉曾經發起或參與多項自由軟體計劃，主要集中在Linux 國際化與本土化，以及VoIP等領域。較為知名的有：
- Linux中文文件計劃發起人與協調人

Linux Chinese HOWTO作者，翻譯HOWTO Index、Linux META-FAQ、Serial HOWTO、DNS HOWTO、Linux Information SHEET、Java-CGI HOWTO、IP Masquerade mini-HOWTO等。並開發SGMLtools中文套件以解決中文SGML的處理問題。
- Linux中文延伸套件計劃第二代主持人

自CLE v0.7起成為開發人員，並於v0.9起接任成為計劃主持人。其間推動KDE、GNOME、Abiword等計劃之中文化工作。與鄭原忠、謝東翰等促成文鼎公司釋出四套開放字型供自由軟體社群使用。與張崇嚴等人合著Linux中文延伸套件使用指南for CLE v0.9p1 。
- GNU Gatekeeper計劃主要開發人員

擔任呈祺公司技術長期間，開發GNU Gatekeeper，提出新式路由信號模式架構、改善多執行緒處理、H.323 Proxy、以及Citron NAT穿越技術等，並撰寫使用手冊。2003年曾獲得台灣開放源碼軟體競賽系統組第一名。
- KDE、GNOME計劃的committer(具有修改源碼權限的開發人員)[10]

協助PO檔翻譯，修正中文顯示問題等。
- 參與pyDict、OpenH323、Asterisk、GStreamer等

錯誤回報與修正。
- EeeCommunity @ SourceForge （页面存档备份，存于）

目的在結合華碩Eee PC與開放源碼社群的力量。
- Android-x86

提供Android在x86平台上的解決方案。能在Eee PC、VirtualBox、QEMU等上運作。

## 訪談
- 2003年，自由軟體鑄造場GNU GateKeeper的開放VoIP技術經驗

談及以開放源碼經營VoIP的商業模式。
- 2004年，Taiwan.CNET尋找台灣自由軟體力量-專訪自由軟體大將黃志偉專訪問答實錄

暢談其自由軟體理念、CLE的開發經驗，以及自由軟體與商業模式結合之感想。

## 資料來源
1. ↑  SLAT第一屆理監事名單 的存檔，存档日期2011-07-27.
2. ↑  SLAT第二屆理監事名單 的存檔，存档日期2011-07-27.
3. ↑  Linux中文文件計劃 的存檔，存档日期2009-01-20.
4. ↑  .   [2008-05-10]. （原始内容存档于2008-06-06）.
5. ↑  文鼎公司的開放源碼經驗[永久]
6. ↑  Linux中文延伸套件使用指南for CLE v0.9p1[永久] ISBN 957-30701-0-3
7. ↑  2003年ICOS論文集
8. ↑  .   [2008-05-07]. （原始内容存档于2020-07-03）.
9. ↑  2003年中華民國軟體自由協會軟體競賽得獎名單[永久]
10. ↑  .   [2008-05-07]. （原始内容存档于2020-07-03）.

## 外部連結
- Linux中文文件計劃
- Linux中文延伸套件計劃
- The GNU Gatekeeper （页面存档备份，存于）
- Android-x86 （页面存档备份，存于）
- 台灣的開放源碼運動
- 中國Linux的傑出人物 （页面存档备份，存于）
- 阿偉的個人天地 (部落格)